# Fritz Betzelbacher
Fritz Betzelbacher   (Neu-Isenburg, 18 d'octubre de 1935 - 31 de juliol de 2023) fou un pilot de motocròs alemany, guanyador del primer Campionat d'Europa de motocròs en la categoria de 250cc mai disputat, el de 1957, i sis vegades campió d'Alemanya en diverses cilindrades. Durant la seva carrera va practicar també l'enduro, havent pres part als ISDT de 1952 celebrats a Bad Aussee (Àustria).
El 1964, uns anys després de guanyar el seu campionat, Betzelbacher fou fitxat per Montesa ensems amb Otto Walz, la qual cosa fou molt celebrada a l'època, ja que aquells anys, a l'estat espanyol, eren molt populars els acudits sobre uns tals Otto i Fritz. Formà part de l'equip oficial de Montesa uns quants anys, guanyant-hi proves importants com ara la prestigiosa cursa italiana Coppa Mille Dollari de 1966.
D'ençà de 1961 i durant tota la dècada del 1960, Betzelbacher va comercialitzar unes motocicletes de motocrós construïdes juntament amb Otto Walz i Georg Hauger sota la marca Wabeha (acrònim amb les inicials dels seus cognoms). Inicialment muntaven motors Maico i, més tard, Montesa, essent unes motos molt estables de les quals se'n vengueren diversos centenars. Amb els anys, tots tres esdevingueren importadors de Montesa a Alemanya (Otto Walz és actualment distribuïdor de Yamaha a la zona d'Emmendingen, a Baden-Württemberg).
Com a curiositat, la muller de Betzelbacher, a banda d'alta i molt afavorida era tan forta que l'ajudava a engegar la moto: Fritz hi pujava i ella l'empenyia.

## Palmarès internacional en motocròs
| Any  | Motocicleta | 250cc |
| ---- | ----------- | ----- |
| 1957 | Maico       | 1r    |
| 1958 | Maico       | 8è    |
| 1959 | Maico       | 11è   |
| 1960 | Maico       | 14è   |
| 1961 | Maico       | 11è   |
| 1962 | Maico       | 7è    |
| 1963 | Maico       | 14è   |
| 1964 | Montesa     | 23è   |
| 1965 | Montesa     | -     |
| 1966 | Montesa     | 11è   |

1. ↑  Fins al 1961 inclòs no existia el Campionat del Món de 250 cc, ans el Campionat d'Europa (conegut també com a Coup d'Europe)